# FC Chamalières
Câu lạc bộ bóng đá de Chamalières thường được gọi là FC Chamalières là một câu lạc bộ bóng đá Pháp có trụ sở tại Chamalières ở vùng Auvergne-Rhône-Alpes của Pháp. Câu lạc bộ được thành lập vào năm 1965 và kể từ năm 2007, đội thi đấu tại Complexe Sportif Claude Wolff trong xã.
Câu lạc bộ đã leo lên đều đặn qua bộ phận nghiệp dư, giành chiến thắng trong các lần thăng hạng liên tục vào năm 2015 và 2016 để lần đầu tiên chạm đến Championnat National 3. Kể từ mùa giải 2019-20, câu lạc bộ chơi ở Championnat National 2, giải hạng tư của bóng đá Pháp, đã được thăng hạng từ Championnat National 3 vào năm 2019.

## Danh hiệu
- Division d'Honneur, Auvergne: 2016
- Championnat National 3, Auvergne-Rhône-Alpes: 2019